# Сабрина Лин
Сабрина Елизабет Лин (енгл. Sabrina Elizabeth Lyn; Кингстон, 26. април 2004) — јамајканска пливачица, учесница олимпијских игара и вишеструка национална рекордерка и првакиња. Њена ужа специјалности су спринтерске трке слободним и делфин стилом.
Студент је електротехнике на Универзитету Луизијане у Батон Ружу. 

## Спортска каријера
Сабрина Елизабет Лин је рођена у Кингстону на Јамајци, 26. априла 2006. од оца Мајкла и мајке Колин. Пливањем је почела да се бави захваљујући мајци, а прве пливачке тренинге је имала у клубу Торнадос из Кингстона. Са 12 година одлази у Сједињене Државе где наставља школовање у специјализованој школи за пливачке таленте The Bolles High School у Џексонвилу на Флориди.
Прво велико такмичење на којем је учествовала је било Првенство карипских земаља одржано 2017. у Насауу на Бахамима, где је упркос пеху у финалу трке на 100 делфин освојила златну медаљу (категорија до 12 година). Наиме у тренутку када је скочила у базен и започела трку спале су јој наочале за пливање, због чега је пливала готово затворених очију. Нешто касније исте године освојила је још једну златну медаљу на 100 делфин, овај пут на Првенству Средње Америке и Кариба одржаном на Тринидаду.
Године 2019. по први пут је наступила на Светском јуниорском првенству у Будимпешти, али без неких запаженијих резултата. Јуниорску каријеру је окончала са више од 10 златних медаља на првенствима карипских земаља и Централне Америке, што јој је донело статус најбоље младе пливачице у тој регији.
Прво велико такмичење у конкуренцији сениора на којем је наступила су биле Игре Средње Америке и Кариба у Ел Салвадору 2023. године, где је испливала личне рекорде у тркама на 50 и 100 метара слободним стилом. Нешто касније исте године дебитпвала је и на Сениорском првенству света у јапанској Фукуоки, а нешто пре тог првенства по први пут је пливала и на Панамеричким играма у Сантијагу. 
Прве медаље у сениорској конкуренцији на међународној сцени освојила је на Првенству карипских земаља у Насауу 2024, и то 5 злата (на 50 и 100 м слободно, 50 и 100 прсно и 100 метара делфин стилом) и једно сребро (на 50 делфин). Недуго потом, на Првенству Централне Америке и кариба у Монтереју освојила је две бронзане медаље у тркама на 50 слободно и 100 делфин. 
Захваљујући специјалној позивници дебитовала је на Олимпијским играма у Паризу 2024. године. У Паризу је пливала у квалификацијама трке на 50 метара слободним стилом. Наступила је у седмој квалификационој групи где је пливала у стази 6, и са временом од 26.08 секунди заузела је пето место у својој квалификационој групи, односно укупно 29. место у конкуренцији 79 такмичарки.